# Mausoleu

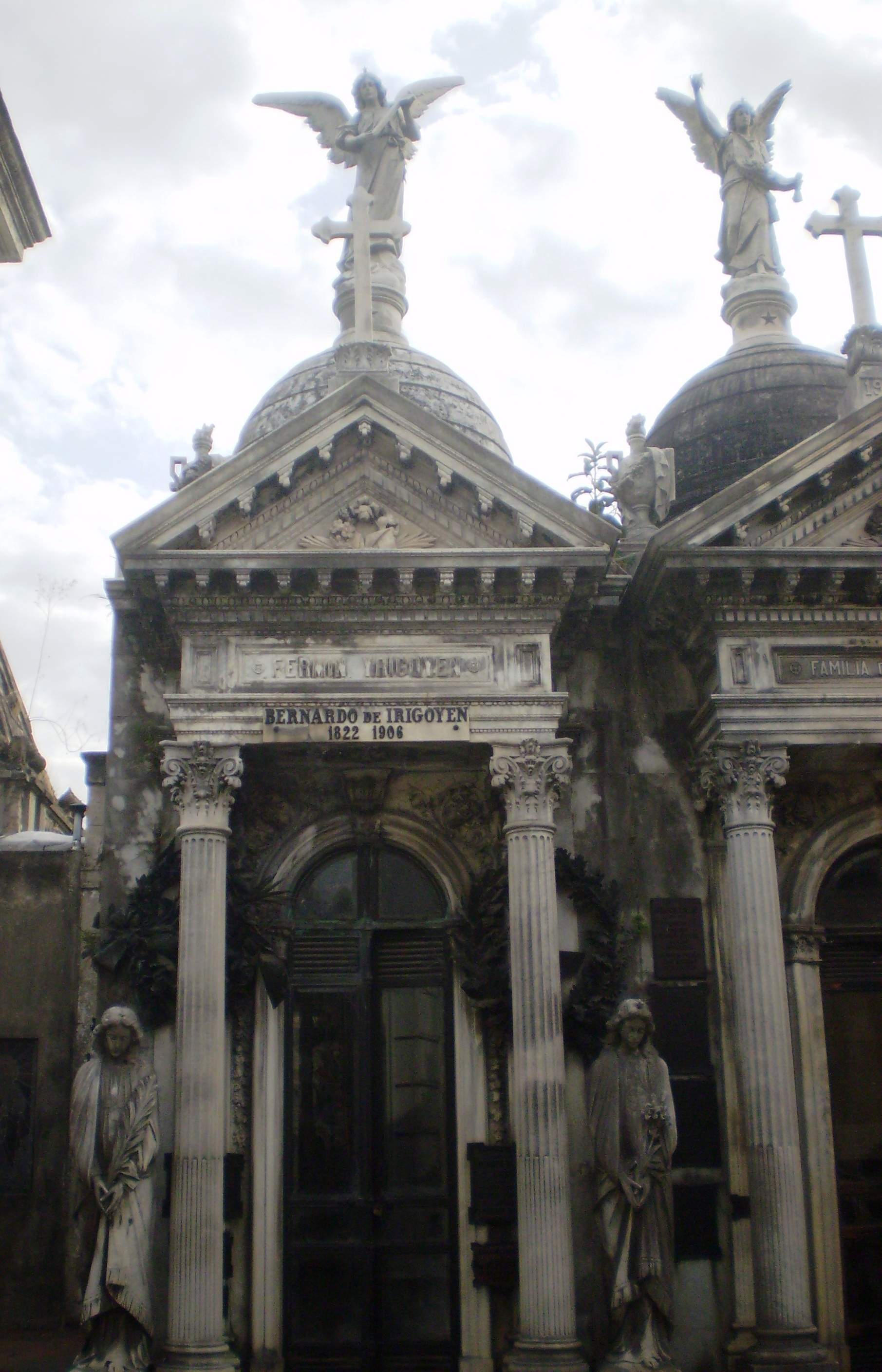
Mausoleul din Cimitirul Recoleta, Buenos Aires (Argentina).

Mausoleul este un monument funerar somptuos, de proporții foarte mari, o clădire exterioară independentă, construită ca monument, care înconjoară camera de înmormântare a unei sau mai multor persoane decedate. 
Un mausoleu fără rămășițele pământești ale persoanei se numește cenotaf. Un mausoleu poate fi considerat un tip de mormânt sau mormântul poate fi considerat ca fiind în interiorul mausoleului.
Denumirea de mausoleu vine de la numele guvernatorului local Mausolus, care a fost guvernatorul (satrapul sau regele) provinciei elenistice Caria (377-353 î.C.). Mormântul său, cunoscut ca Mausoleul din Halicarnas (azi Bodrum, Turcia), care a fost opera arhitecților Pytheos și Satyos și a sculptorului Scopas, a fost considerat una din cele Șapte minuni ale lumii antice.